# Кронвалдс, Атис
А́тис Кро́нвалдс (латыш. Atis Kronvalds, часто упоминаемый как Kronvalda Atis; 15 апреля 1837 — 17 февраля 1875) — латышский педагог и публицист, видный деятель латышского национального возрождения.

## Биография
Кронвалдс родился на хуторе Леясмики (поместье Кроте, Гробинский уезд Курляндской губернии, близ Дурбе) 15 апреля 1837 года в латышской семье. Его отец Кристап был ремесленником. В русском языке встречается написание имени и Кронвалд, Кронвальд, и Кронвалдс. Все варианты приняты, первый, скорее, традиционно «русско-немецкий», второй — латышский.

### Ранние годы
Сначала мальчик учился у священника в Кроте, затем в волостной школе Мазлани (Mazlāņu pagastskola). В 13 лет мальчика взял на воспитание немецкий пастор Х. Э. Каттерфельд, и дальнейшее обучение продолжилось в немецкой школе Шпрингера в Дурбе.
В 1854 году Атис поступил в Лиепайскую высшую уездную школу, где учился три года, однако курса не окончил. В связи с этим Каттерфельд отказался поддерживать юношу. В 1858 году он получил право работать частным учителем и поступил на работу к врачу Пфейферу, воспитателем его сына. Пфейфер владел поместьем Дарбене на территории нынешней Литвы. Там Кронвалдс познакомился с языком и традициями литовцев, что впоследствии помогло ему в филологических трудах.
В 1860 году Кронвалдс вместе с воспитанником отправился в Берлинский университет, поступив вольнослушателем на медицинский факультет, однако из-за недостатка средств он вынужден был вернуться на родину. В Берлине он наблюдал за бурным обсуждением объединения германских земель в единое государство, и это сильно повлияло на его взгляды: там зародилось желание посвятить жизнь латышской национальной культуре. Кронвалдс так и не получил систематического законченного образования, за что биограф Карлис Кундзиньш в 1905 году назвал его «талантливым дилетантом».

### Начало просветительской деятельности
Вернувшись в Латвию в 1861 году, Кронвалдс начал работать домашним учителем в Дурбе, а через пару лет инициировал собрания учителей, чтобы дать импульс образованию на латышском языке. Собрания стали проходить на латышском, а не на немецком языке, как тогда было принято.
Он начал сотрудничать с немецкими газетами, в 1863 году вступив в полемику с Г. Бергольцем, призвавшим прекратить деятельность младолатышей. В дальнейшем большую часть своих работ писатель публиковал на немецком языке, что объяснялось как общим состоянием дел в литературе эпохи, так и традициями, и уровнем владения языком. После Польского восстания 1863 года латышский язык в школах вообще попал под запрет.
Кронвалдс занялся литературно-педагогической деятельностью: в 1865 году вышла его первая книга «Маленький немец», учебник немецкого языка. В предисловии и послесловии Кронвалдс сформулировал свою позицию: чтить и уважать латышский язык, предостерегать соплеменников от онемечивания в результате учёбы в немецких школах. Он не боялся процитировать ненавидимую помещиками и священниками „Pēterburgas avīze“ и статью Кришьяниса Валдемара «Стыдливые латыши».
Осенью 1865 года Кронвалдс уезжает из Дурбе в Дерпт, где поступает на педагогические курсы, чтобы пополнить свои знания и получить права учителя уездной школы и гимназии. Блестяще проявив себя, в 30 лет он получает утверждённый советом Императорского Дерптского университета аттестат и в 1867 году получает приглашение на должность учителя семинарии по подготовке учителей начальных классов. Скоро он получает повышение по службе и звание «учитель наук».
Он участвует в издании латышских газет, в частности, «Draugs un Biedris» («Друг и товарищ»), руководимой Брауншвейгом и издававшейся до 1869 года. На литературных вечерах в Дерпте он осуждает как корыстных стяжателей, так и бесплодных мечтателей. Свой духовный рост он никогда не позволял связывать ни с космополитизмом, ни с шовинизмом, черпая вдохновение в чистейших источниках культуры соседних народов. Он прославлял равноправие и сотрудничество народов. В статье «Любовь родины» («Tēvzemes mīlestība») он призывает латышей со всей серьёзностью осознать свою роль в эпоху, когда решается, быть или не быть латышскому языку, латышской национальной культуре.

### Словотворчество и просвещение
Кронвалдс обращается к изучению латышского языка и словотворчеству, начинает изобретать неологизмы, многие из которых вошли в литературный латышский язык (например, «vēsture» — «история», от глагола vēstīt — «повествовать», «сообщать»). Он ищет лексику в диалектах, в архаизмах, заимствует слова из литовского и древнерусского языков.
Атис Кронвалдс первым сформулировал и разработал идеи о развитии латышского самосознания и латышского языка. В 1872 году в работе Nationale Bestrebungen («Национальные стремления») он высказался против общепринятой идеи о том, что образованные латыши должны были принимать немецкий или русский образ жизни, говорить и писать на немецком или на русском. Кронвалдс показал, что отсутствие определенных современных терминов в языке не является непреодолимым препятствием в его развитии, а германизмы должны быть из языка удалены.
Атис ввёл в латышский и в литовский языки десятки новых терминов, которые прижились и органично вошли в обиход. Кроме того, считал правильным замену в латышском языке германизмов на русицизмы как средство «нейтрализации». К числу неологизмов, введённых в латышский язык Кронвалдсом, относится и слово Satversme — так по-латышски называется Конституция Латвии.
Концепции Атиса Кронвалдса стали составной частью идеологии младолатышей — сторонников национального становления латышского народа, которое Кронвалдс видел в повышении уровня образования, расширении сети народных школ, создании общественных организаций. Он сотрудничал с газетой «Балтияс вестнесис», где писал статьи о латышском языке и народе. В 1873 году он продолжил издание начатого Ю. Алунаном альманаха «Sēta, Daba, Pasaule» («Дом, Природа, Мир»).
Кронвалдс не ограничивался изучением вопросов языкознания. Он выступал за всестороннее развитие своего народа и культуры. Он был первым, кто обратился к периодизации истории латышского народа, выделив в ней три самые общие эпохи: древность (pirmatnes laiki), средневековье (videjie laiki) и новое время (jaunākie laiki). Заложенная им историография была оформлена и представлена в 1920-е годы в независимой Латвийской Республике.
В 1869 и 1870 годах Кронвалдс участвует в учительских конференциях в Турайде с речами, которые рождают отклик не только среди сторонников, но и среди врагов.
Принимая во внимание реальные обстоятельства, он призывает обратиться к работе народных школ, не забывая и о создании латышских национальных школ, к чему он был готов применить свои знания и опыт. В письмах на родину Атис все больше склоняется к мысли вернуться и работать в гуще народа, однако возможности для этого не находится. Не реализовалось намерение Рижского Латышского общества создать гимназию и пригласить Кронвалда её директором.
Тогда он самоотверженно отказывается от хорошо оплачиваемого места в Дерпте и отправляется на родину: 21 июня 1873 года он приступает к работе в приходской школе Вецпиебалги. Вскоре он отправляется на Первый всеобщий праздник песни. На указание Я. Цимзе, что за этот праздник следует благодарить немецкие школы, ответил, что эта честь принадлежит латышам, «духу народа». Он спорит с Биленштейном, назвавшим латышские народные песни «детскими», указывая на их благородное величие.
Летом 1873 года Кронвалда выбирают руководителем собрания латышских учителей.
Однако в Вецпиебалге ему приходится непросто: контролеры и инспекторы наведываются один за другим, чтобы добиться увольнения учителя как опасного агитатора и смутьяна. На нескольких собраниях учителей ему не дают права голоса. Но он не опускает рук: готовит учебники на латышском языке по физике, ботанике, геометрии, истории, латышской грамматике, готовые фрагменты опробует в классе. Вместе с другими местными интеллигентами он организует для жителей Вецпиебалги книжные вечера, театральные постановки, диспуты. Такие же мероприятия он проводит и для учеников.
Невзирая на сопротивление немецких властей, летом 1874 года Кронвалду удается созвать Вторую всеобщую конференцию латышских учителей, которая снова прошла в младолатышском духе.
Жизнь Атиса Кронвалда оборвалась внезапно: 17 февраля 1875 года он скончался и был похоронен в Вецпиебалге.

## Вклад в латышскую лексику[6]
Ценны попытки Кронвалда пополнить латышский и литовский языки и лексические материалы, сообщенные им епископу Ульману для «Lettisches Worterbuch» (Рига, 1872). Многие из новообразованных им латышских и литовских слов используются и поныне.

### Заимствования из устаревших и диалектных слов
apvārsnis, jauda, kautrēties, nolūks, sacerēt, veids.

### Заимствования из древнепрусского
ķermenis

### Заимствования из литовского
viela (вещество)

### Самостоятельно придуманные слова
aizbildnis, apstāklis, atvasināt, audzēt, burtnīca, būte, būtība, cietoksnis, cēlonis, cēls, daile, dzeja, dzejolis, dzenulis, galotne, gleznot, izglītība, izglītot, izloksne, jaunatne, kaislība, līdzekļi, locījums, luga, māksla, nākotne, pagātne, pilsonis, priekšmets, pilnvara, raksturs, satversme, skolēns, slimnīca, stāvoklis, sūtnis, teikums, turpināt, varonis, vēstule, vēsture, ziedonis, zinātne.

### Не прижившиеся слова
Kosma (ordnung — нем.), nausma (vorteil — нем.), daileklis (картина), dīvatrons (театр), gailestība, aizkārtnība (жестокость), gādeklis (задание), spaidonis (необходимость), klibzaķis (заячья душа).

## Память
Один из красивейших бульваров Риги — упирающихся в Старую Ригу, носит имя Кронвалда, как и примыкающий к нему красивейший тенистый парк в центре города (бывший Стрелковый парк).
В 2013 году латвийское издательство Zvaigzne ABC выпустило биографический роман популярной писательницы Ингуны Бауэре «Прости, Каролина!» («Piedod, Karolīne!»), посвященный жизни и творчеству Атиса Кронвалда.
Имя Кронвалда носят две школы в Южно-Курземском крае Латвии — в Дурбе и в Кроте.

## Избранные произведения
- Dzeja jeb poēzija (1869)
- Vecas valodas jauni vārdi (1869)
- Tēvuzemes mīlestība (1871)
- Valodas kopējiem (1872)
- Nationale Bestrebungen (1872)
- Tautiskie centieni (1887)
- Kopoti raksti 2 sēj. (1936—1937)
- Izlase Tagadnei (1987)